# Euxoa donzelii
Euxoa donzelii är en fjärilsart som beskrevs av Bang-haas 1910. Euxoa donzelii ingår i släktet Euxoa och familjen nattflyn. Inga underarter finns listade i Catalogue of Life.